# Flávia Kuchenbecker
Flávia Laís Kuchenbecker est une ancienne joueuse brésilienne de volley-ball née le 20 février 1990 à Brusque. Elle mesure 1,78 m et jouait au poste de passeuse.

## Clubs
| Club                            | De        | À         |
| ------------------------------- | --------- | --------- |
| Sociedade Esportiva Bandeirante | 2002-2003 | 2004-2005 |
| Barão/Blumenau                  | 2005-2006 | 2006-2007 |
| Grêmio de Vôlei Osasco          | 2007-2008 | 2007-2008 |
| Sport Club do Recife            | 2008-2009 | 2008-2009 |
| AD Brusque                      | 2009-2010 | 2010-2011 |
| Minas Tênis Clube               | 2011-2012 | 2011-2012 |
| Rio do Sul                      | 2012-2013 | 2012-2013 |
| Brasília Vôlei                  | 2013-2014 | 2013-2014 |
| Rio do Sul                      | 2014-2015 | 2014-2015 |